# 克柳恰爾基
48°25′6″N 22°38′36″E / 48.41833°N 22.64333°E
克柳恰爾基（烏克蘭語：Ключарки）是位於烏克蘭西部外喀爾巴阡州的穆卡切沃區的村莊，始建於1773年，面積3.8平方公里，海拔高度114米，2001年人口2,632，人口密度每平方公里693.36人。